# Formuladeildin (2005)
W roku 2005 odbywała się na Wyspach Owczych 63. edycja turnieju Formuladeildin, czyli pierwszej ligi tegoż archipelagu w piłce nożnej. Tytułu mistrzowskiego bronił HB Tórshavn, jednak tym razem sięgnął po niego drugi klub ze stolicy – B36 Tórshavn, dla którego był to dziewiąty tytuł mistrzowski.

## Przebieg
Formuladeildin (2005) to pierwsze rozgrywki pierwszoligowe na Wyspach Owczych, które noszą miano Formuladeildin. Wcześniej nazywały się 1. deild, która to nazwa dziś przypisana jest drugiej lidze.
Podobnie, jak współcześnie, w roku 2005 w Formuladeildin grało 10 drużyn. Zasada ta została wprowadzona w sezonie 1988, kiedy ich liczbę podniesiono z 8. Od roku 1979 istnieje możliwość spadku do niższej ligi. Wtedy jeszcze jedynie ostatnia drużyna bezwarunkowo była relegowana do 1. deild (TB Tvøroyri), przedostatnia zaś dostawała możliwość rozegrania meczów barażowych z drugą drużyną w niższej lidze. Dwumecz pomiędzy GÍ Gøta i B71 Sandoy zakończyły się wynikiem 7:1 (4:1, 3:0) i zespół zdołał utrzymać się w pierwszej lidze.
Pierwsze miejsce w nowym sezonie zajął B36 Tórshavn, który poprzednio był drugi. Jego dawne miejsce przypadło byłemu mistrzowi – HB Tórshavn, a trzecie klubowi Skála ÍF, którego pozycja nie uległa zmianie. Pomimo tego, że suma punktów wskazywałaby na coś innego, część źródeł podaje, że HB Tórshavn znalazł się na trzeciej pozycji, a Skála ÍF na drugiej, o czym świadczyłby fakt, że to ten drugi zespół dostał się do bardziej prestiżowych europejskich pucharów. Czwartą lokatę zajął, szósty we wcześniejszym sezonie, NSÍ Runavík, piątą EB/Streymur (bez zmian), a szóstą, walczący poprzednio o pozostanie w lidze, ÍF Fuglafjørður. Ostatnie dwa bezpieczne miejsca przypadły KÍ Klaksvík (siódme, poprzednio czwarte) oraz VB/Sumba (ósme, poprzednio siódme, jako VB Vágur). Miejsce dziewiąte zajął GÍ Gøta (z ósmego), a dziesiąte, spadkowe TB Tvøroyri.
Królem strzelców został Christian Høgni Jacobsen, zawodnik NSÍ Runavík, który zdobył osiemnaście bramek.
Za zwycięstwo, od roku 1995 przyznaje się na Wyspach Owczych trzy punkty. Od tego roku także zamiast dwóch meczów grupowych każdy klub rozgrywa trzy mecze.
Zespoły z Formuladeildin (2005) dostały szansę gry w europejskich pucharach za zajęcie wysokich pozycji we własnej lidze. Mistrz archipelagu, B36 Tórshavn zagrał w dwóch rundach kwalifikacyjnych Ligi Mistrzów (2006/07). W pierwszej pokonał maltański Birkirkara FC 5-2 (3-0, 2-2), a w drugiej uległ tureckiemu Fenerbahçe SK 0-9 (0-4, 0-5). Bramki dla wyspiarzy zdobywali: Amed Davy Sylla (15' i 22' pierwszego meczu), Hanus Thorleifson (90'+2 pierwszego meczu), Klæmint Matras (44' drugiego meczu) oraz Obele Okeke Onyebuchi (80' drugiego meczu). Drugi zespół, Skála ÍF oraz zdobywca Pucharu Wysp Owczych dostali możliwość gry w rundzie kwalifikacyjnej Pucharu UEFA (2006/07), gdzie pierwszy z nich przegrał z norweskim IK Start 0-4 (0-1, 0-3), a drugi z łotewskim FK Ventspils 1-4 (1-2, 0-2). Bramkę dla Farerczyków zdobył Simun Jacobsen (29'). Trzeci zespół, HB Tórshavn, dostał zaś możliwość gry w pierwszej rundzie Pucharu Intertoto (2006), gdzie przegrał z łotewskim Dinaburg Daugavpils 1-2 (1-1, 0-1). Strzelcem bramki dla HB był Rasmus Nolsøe (59').

### Zespoły
W rozgrywkach wzięło udział 10 drużyn. Na miejscu B68 Toftir pojawił się TB Tvøroyri.
|    | Zespoły występujące w 1. deild 2004     | Zespoły występujące w 1. deild 2004 | Zespoły występujące w 1. deild 2004 | Zespoły występujące w 1. deild 2004 | Zespoły występujące w 1. deild 2004 |
|    | Klub                                    | Miasto                              | Stadion                             | Pojemność                           | Trener                              |
| -- | --------------------------------------- | ----------------------------------- | ----------------------------------- | ----------------------------------- | ----------------------------------- |
| 1  | B36 Tórshavn                            | Tórshavn                            | Gundadalur                          | 5 000                               | Sigfríður Clementsen                |
| 2  | EB/Streymur                             | Eiði/Streymnes                      | Við Margáir                         | 1 000                               | Piotr Krakowski                     |
| 3  | HB Tórshavn                             | Tórshavn                            | Gundadalur                          | 5 000                               | Heine Fernandez Julian Frank Hansen |
| 4  | GÍ Gøta                                 | Norðragøta                          | Serpugerði                          | 2 000                               | Petur Mohr Krzysztof Popczyński     |
| 5  | ÍF Fuglafjørður                         | Fuglafjørður                        | Fløtugerði                          | 3 000                               | Petur Simonsen                      |
| 6  | KÍ Klaksvík                             | Klaksvík                            | Djúpumýri                           | 3 000                               | Ove Flindt Bjerg Oddbjørn Joensen   |
| 7  | NSÍ Runavík                             | Runavík                             | Við Løkin                           | 2 000                               | Trygvi Mortensen                    |
| 8  | Skála ÍF                                | Skáli                               | Mýruhjalla                          | 1 000                               | Jóhan Nielsen                       |
| 9  | VB/Sumba                                | Vágur/Sumba                         | Vesturi á Eiðinum                   | 3 000                               | Dragan Kovačević John Christensen   |
|    | Zespół, który awansował z 2. deild 2004 |                                     |                                     |                                     |                                     |
| 10 | TB Tvøroyri                             | Tvøroyri                            | Sevmýri                             | 4 000                               | Milan Milanovic                     |

| B36 HB TB NSÍ EB/Str GÍ KÍ Skála ÍF ÍF VB/Sumba |

### Tabela ligowa
| Lp. | Drużyna          | M  | Z  | R  | P  | Bramki | Bramki | Różn. | Pkt | Uwagi                                                                    |
| --- | ---------------- | -- | -- | -- | -- | ------ | ------ | ----- | --- | ------------------------------------------------------------------------ |
| 1   | B36 Tórshavn (M) | 27 | 15 | 9  | 3  | 38     | 17     | +21   | 54  | Liga Mistrzów UEFA • I runda kwalifikacyjna                              |
| 2   | Skála ÍF         | 27 | 13 | 11 | 3  | 55     | 30     | +25   | 50  | Puchar UEFA • I runda kwalifikacyjna                                     |
| 3   | HB Tórshavn      | 27 | 15 | 5  | 7  | 66     | 35     | +31   | 50  | Puchar Intertoto • I runda                                               |
| 4   | NSÍ Runavík      | 27 | 14 | 8  | 5  | 58     | 44     | +14   | 50  |                                                                          |
| 5   | EB/Streymur      | 27 | 11 | 10 | 6  | 48     | 35     | +13   | 43  |                                                                          |
| 6   | ÍF Fuglafjørður  | 27 | 6  | 9  | 12 | 32     | 57     | −25   | 27  |                                                                          |
| 7   | KÍ Klaksvík      | 27 | 7  | 4  | 16 | 40     | 52     | −12   | 25  |                                                                          |
| 8   | VB/Sumba         | 27 | 6  | 6  | 15 | 36     | 57     | −21   | 24  |                                                                          |
| 9   | GÍ Gøta          | 27 | 6  | 5  | 16 | 31     | 35     | −4    | 23  | Baraże o Formuladeildin Puchar UEFA 2006/2007 • I runda kwalifikacyjna 1 |
| 10  | TB Tvøroyri (S)  | 27 | 5  | 7  | 15 | 26     | 49     | −23   | 22  | Spadek do 1. deild                                                       |

### Wyniki
Na Wyspach Owczych dziesięć drużyn rozgrywa po dwadzieścia siedem spotkań. Pierwszych osiemnaście występuje normalnie, każdy zespół gra z pozostałymi po dwa mecze – jeden na własnym stadionie, a drugi na wyjeździe. Trzeci mecz jest dodatkowy, każda drużyna dostaje od czterech, do pięciu meczów, które rozgrywa na własnym stadionie, pozostałe zaś odbywają się na wyjazdach.
Zwykłe mecze:
| Gospodarz \ Gość | B36 | EBS | GÍ  | HB  | ÍF  | KÍ  | NSÍ | SKÁ | TB  | VBS |
| B36 Tórshavn     |     | 1:0 | 3:0 | 0:0 | 1:1 | 2:1 | 0:1 | 2:2 | 0:0 | 1:0 |
| EB/Streymur      | 1:2 |     | 1:1 | 4:0 | 2:2 | 1:0 | 2:2 | 0:0 | 3:0 | 1:1 |
| GÍ Gøta          | 1:2 | 1:2 |     | 0:2 | 3:0 | 1:2 | 0:0 | 2:3 | 2:1 | 1:1 |
| HB Tórshavn      | 1:1 | 4:0 | 3:1 |     | 6:0 | 2:1 | 2:1 | 1:2 | 3:1 | 2:1 |
| ÍF Fuglafjørður  | 0:2 | 2:3 | 4:3 | 1:1 |     | 0:3 | 1:2 | 0:0 | 1:0 | 3:3 |
| KÍ Klaksvík      | 0:2 | 0:1 | 1:2 | 4:3 | 0:2 |     | 2:3 | 0:2 | 6:1 | 1:1 |
| NSÍ Runavík      | 1:0 | 2:5 | 1:1 | 2:1 | 1:1 | 1:0 |     | 1:0 | 1:1 | 3:1 |
| Skála ÍF         | 1:1 | 1:1 | 2:2 | 4:3 | 3:3 | 4:0 | 3:1 |     | 5:1 | 0:1 |
| TB Tvøroyri      | 0:0 | 3:0 | 3:0 | 1:2 | 0:1 | 0:0 | 4:4 | 1:0 |     | 0:2 |
| VB/Sumba         | 0:3 | 1:1 | 0:1 | 1:0 | 0:1 | 5:1 | 2:3 | 1:5 | 0:1 |     |

Aktualne na 3 czerwca 2010. Źródło: FaroeSoccer.com
Objaśnienia:
1Drużyna gospodarzy jest wymieniona po lewej stronie tabeli.
Kolory: zielony – zwycięstwo gospodarzy, żółty – remis, różowy – zwycięstwo gości.
Dodatkowe mecze:
| Gospodarz \ Gość | B36 | EBS | GÍ  | HB  | ÍF  | KÍ  | NSÍ | SKÁ | TB  | VBS |
| B36 Tórshavn     |     | 0:1 | 3:1 | 2:1 |     | 0:0 | 2:0 |     |     |     |
| EB/Streymur      |     |     |     |     | 1:1 |     | 2:2 | 0:1 |     | 6:1 |
| GÍ Gøta          |     | 1:5 |     |     |     | 1:2 | 1:5 | 1:4 |     |     |
| HB Tórshavn      |     | 3:0 | 4:1 |     | 9:0 |     | 3:1 |     | 4:1 |     |
| ÍF Fuglafjørður  | 0:2 |     | 1:3 |     |     | 3:0 |     |     | 0:0 |     |
| KÍ Klaksvík      |     | 2:4 |     | 2:3 |     |     | 5:6 | 0:0 |     | 5:1 |
| NSÍ Runavík      |     |     |     |     | 4:1 |     |     | 3:3 | 2:0 | 5:1 |
| Skála ÍF         | 2:2 |     |     | 1:1 | 2:1 |     |     |     | 2:0 | 3:1 |
| TB Tvøroyri      | 1:2 | 1:1 | 3:1 |     |     | 1:2 |     |     |     |     |
| VB/Sumba         | 1:2 |     | 0:3 | 2:2 | 3:2 |     |     |     | 5:1 |     |

Aktualne na 3 czerwca 2010. Źródło: FaroeSoccer.com
Objaśnienia:
1Drużyna gospodarzy jest wymieniona po lewej stronie tabeli.
Kolory: zielony – zwycięstwo gospodarzy, żółty – remis, różowy – zwycięstwo gości.

#### Baraże o Formuladeildin
| 26 października 2005 | GÍ Gøta                                                                  | 3:0(1:0) | B71 Sandoy | Serpugerði, Norðragøta Sędzia: Lassin Isaksen |
| 26 października 2005 | Hans Jørgin Djurhuus 11' · Krzysztof Popczyński 50' · Hanus Jacobsen 81' | 3:0(1:0) |            | Serpugerði, Norðragøta Sędzia: Lassin Isaksen |

| 29 października 2005 | B71 Sandoy         | 1:4(1:2) | GÍ Gøta                                               | Inni í Dal, Sandur |
| 29 października 2005 | Clayton Nascimento | 1:4(1:2) | Krzysztof Popczyński · Kaj Ennigarð · Sverri Jacobsen | Inni í Dal, Sandur |

### Strzelcy
Królem strzelców turnieju został zawodnik drużyny NSÍ Runavík Christian Høgni Jacobsen, który strzelił 18 bramek.
| Miejsce | Kraj                     | Zawodnik                 | Klub            | Bramki |
| ------- | ------------------------ | ------------------------ | --------------- | ------ |
| 1       | Wyspy Owcze              | Christian Høgni Jacobsen | NSÍ Runavík     | 18     |
| 2       | Rumunia                  | Sorin Anghel             | EB/Streymur     | 16     |
| 3       | Wyspy Owcze              | Jónhard Frederiksberg    | Skála ÍF        | 13     |
| 3       | Wyspy Owcze              | Bogi Gregersen           | Skála ÍF        | 13     |
| 5       | Wyspy Owcze              | Hans á Lag               | HB Tórshavn     | 11     |
| 5       | Wyspy Owcze              | Allan Mørkøre            | B36 Tórshavn    | 11     |
| 7       | Wyspy Owcze              | Sámal Joensen            | GÍ Gøta         | 10     |
| 8       | Wyspy Owcze              | Dan Djurhuus             | VB/Sumba        | 9      |
| 8       | Wyspy Owcze              | Hjalgrím Elttør          | KÍ Klaksvík     | 9      |
| 8       | Wyspy Owcze              | Heðin á Lakjuni          | KÍ Klaksvík     | 9      |
| 8       | Wyspy Owcze              | Súni Olsen               | GÍ Gøta         | 9      |
| 12      | Wyspy Owcze              | Tór-Ingar Akselsen       | HB Tórshavn     | 8      |
| 12      | Wyspy Owcze              | Hans Pauli Samuelsen     | EB/Streymur     | 8      |
| 14      | Wyspy Owcze              | Fróði Benjaminsen        | B36 Tórshavn    | 7      |
| 14      | Wyspy Owcze              | Óli Johannesen           | TB Tvøroyri     | 7      |
| 14      | Wyspy Owcze              | Rúni Nolsøe              | HB Tórshavn     | 7      |
| 14      | Wyspy Owcze              | Andy Olsen               | NSÍ Runavík     | 7      |
| 14      | Nigeria                  | Okeke Obele Onyebuchi    | B36 Tórshavn    | 7      |
| 14      | Wyspy Owcze              | Helgi Petersen           | NSÍ Runavík     | 7      |
| 20      | Wyspy Owcze              | Jákup á Borg             | HB Tórshavn     | 6      |
| 20      | Wybrzeże Kości Słoniowej | Sylla Amed Davy          | ÍF Fuglafjørður | 6      |
| 20      | Wyspy Owcze              | Rókur Jespersen          | HB Tórshavn     | 6      |
| 20      | Wyspy Owcze              | Páll Mohr Joensen        | HB Tórshavn     | 6      |
| 20      | Wyspy Owcze              | Rasmus Nolsøe            | HB Tórshavn     | 6      |
| 20      | Wyspy Owcze              | Sonni Petersen           | EB/Streymur     | 6      |
| 20      | Wyspy Owcze              | Hanus Thorleifsson       | Skála ÍF        | 6      |

## Sędziowie
| Kraj        | Sędzia               | Mecze |
| ----------- | -------------------- | ----- |
| Wyspy Owcze | Oddmar Andreasen     | 5     |
| Finlandia   | Tony Asumaa          | 1     |
| Wyspy Owcze | Páll Augustinussen   | 20    |
| Wyspy Owcze | Jens Petur Brattalíð | 12    |
| Wyspy Owcze | Rúni Gaardbo         | 1     |
| Szwecja     | Zarko Kovacevic      | 1     |
| Wyspy Owcze | Lassin Isaksen       | 20    |
| Wyspy Owcze | Sune Johansen        | 6     |
| Wyspy Owcze | Dagfinn Olsen        | 15    |
| Wyspy Owcze | Eiler Rasmussen      | 15    |
| Wyspy Owcze | Georg Rasmussen      | 14    |
| Wyspy Owcze | Petur Reinert        | 13    |
| Wyspy Owcze | Petur Skarðenni      | 2     |
| Wyspy Owcze | Birgir Sondum        | 11    |
|             | ?                    | 1     |

## Statystyki
- Podczas 27 kolejek Formuladeildin (137 meczów – 135 + 2 baraże) piłkarze zdobyli 422 bramki (średnio: 15,63/kolejkę, 3,08/mecz).
  - W tym 6 samobójczych (ok. 1,4% wszystkich strzelonych).
- Najwięcej goli padło w meczach drużyny NSÍ Runavík – 102 (3,8/mecz).
- Najmniej goli padło w meczach drużyny B36 Tórshavn – 55 (2,0/mecz).
- Pierwszy gol samobójczy padł w meczu 2. kolejki, 3 kwietnia 2005, podczas meczu ÍF Fuglafjørður-GÍ Gøta. Jego autorem był gracz gospodarzy Eyðolvur Reinert-Petersen.
- Najwięcej goli samobójczych (3) zdobyli zawodnicy drużyny ÍF Fuglafjørður. Prócz nich bramki te zdobywali gracze klubów: HB Tórshavn Skála ÍF oraz TB Tvøroyri – po jednej.
- Największa liczba goli (11) padła w meczu 27. kolejki (22 października 2005) KÍ Klaksvík-NSÍ Runavík, zakończonym wynikiem 5-6.
- Najmniejsza liczba goli (0) padła w 10 spotkaniach (ok. 7,3% wszystkich meczów).
- Meczem, który zakończył się największą różnicą bramek było spotkanie 16. kolejki, rozegrane 10 lipca 2005, kiedy HB Tórshavn pokonał ÍF Fuglafjørður 9-0. Było to także najwyższe zwycięstwo na własnym stadionie.
- Największymi zwycięstwami na wyjeździe były mecze:
  - 20. kolejki (21 sierpnia 2005), VB/Sumba-Skála ÍF (1-5),
  - 22. kolejki (18 września 2005), GÍ Gøta-NSÍ Runavík (1-5) oraz
  - 25. kolejki (2 października 2005), GÍ Gøta-EB/Streymur (1-5).
- Pierwszego gola z rzutu karnego zdobył zawodnik GÍ Gøta Súni Olsen w 50. minucie meczu 2. kolejki, 3 kwietnia 2005, w wyjazdowym meczu przeciwko ÍF Fuglafjørður zakończonego wynikiem 4-3.
- Pierwszą czerwoną kartkę zobaczył zawodnik KÍ Klaksvík Ove Nysted w 88. minucie spotkania 1. kolejki, 28 marca 2005.

## Nagrody i wyróżnienia
Z okazji Formuladeldin 2005 przyznano kilka nagród zawodnikom:
- Jákup Mikkelsen został nagrodzony tytułami: Gracza Roku 2005 i Bramkarza Roku 2005. Zawodnik z jego pozycji dostał tę nagrodę pierwszy raz w historii ligi Wysp Owczych. Przypisuje się mu wiele zasług w osiągnięciu przez jego klub, B36 Tórshavn mistrzostwa archipelagu. Mikkelsen na 27 występów, po 12 schodził z boiska z czystym kontem.

- Ingi Højsted został nagrodzony tytułem Młodego Gracza Roku 2005. Gracz ten powrócił na Wyspy Owcze po kilku latach gry w juniorach Arsenalu i stał się jednym z kluczowych graczy klubu B36 Tórshavn.

- Sigfríður Clementsen, trener B36 Tórshavn, został wyróżniony tytułem Trenera Roku 2005. Za jego przywództwem klub doszedł do II rudny kwalifikacyjnej Pucharu UEFA.

- Christian Høgni Jacobsen został nagrodzony Złotym Butem za zdobycie tytułu króla strzelców ligi.